# Eutropis multicarinata
Eutropis multicarinata är en ödleart som beskrevs av  Gray 1845. Eutropis multicarinata ingår i släktet Eutropis och familjen skinkar. Inga underarter finns listade i Catalogue of Life.